# Stemshorn
Stemshorn község Németországban, Alsó-Szászországban, a Diepholzi járásban. Lakosainak száma 736 fő (2023. december 31.).

## Földrajza
Stemshorn Bohmte, Stemwede, Lemförde, Marl és Hüde községekkel határos.